# A.C. Milan w roku 1900

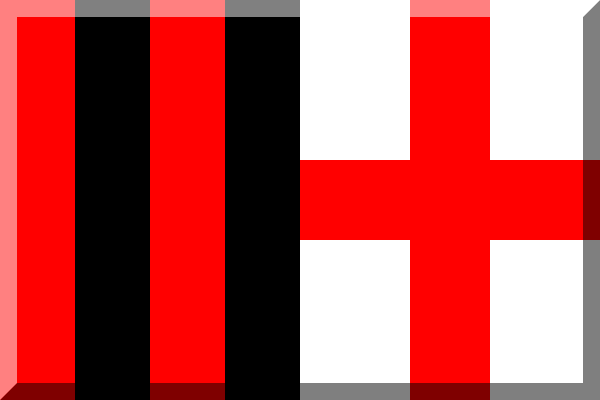
Klubowe barwy Milanu

Wyniki spotkań, terminarz i skład piłkarskiego zespołu A.C. Milan w roku 1900.

## Osiągnięcia
- Mistrzostwa Włoch: 3. miejsce

## Podstawowe dane
- Oficjalna nazwa klubu: Milan Cricket and Foot-Ball Club
- Siedziba klubu: Fiaschetteria Toscana, Via Berchet 1
- Boisko: Trotter
- Prezes klubu:  Alfred Ormonde Edwards
- Trener zespołu:  Herbert Kilpin
- Kapitan drużyny:  David Allison (sekcja piłkarska),  Edward Nathan Berra (sekcja krykieta)

## Chronologiczna lista spotkań
| Lp. | Data             | Rozgrywki         | Kraj   | Przeciwnik  | Gdzie | Wynik     | Bramki              |
| --- | ---------------- | ----------------- | ------ | ----------- | ----- | --------- | ------------------- |
| 1   | 15 kwietnia 1900 | Mistrzostwa Włoch | Włochy | FC Torinese | W     | 0:3 (0:2) | Bosio 15', 18', 70' |

## Terminarz
| \| - 15 kwietnia 1900 \| FC Torinese - Milan 3:0 \| |                         |
| - 15 kwietnia 1900                                  | FC Torinese - Milan 3:0 |

## Skład zespołu
Bramkarze:
| Anglia | Hoberlin Hood |

Obrońcy:
| Włochy | ? Cignaghi       |
| Włochy | Lorenzo Torretta |

Pomocnicy:
| Anglia | Herbert Kilpin    |
| Anglia | Kurt Lies         |
| Włochy | Guido Valerio     |
| Włochy | Giannino Camperio |

Napastnicy:
| Anglia | Samuel Richard Davies     |
| Anglia | David Allison             |
| Walia  | Penvhyn Llewellyn Neville |
| Włochy | Antonio Dubini            |
| Włochy | Attilio Formenti          |